# Лю-Е
Сома (кхмер. សោមា, [saomɔː]), в китайских источниках упоминается как Лю-Е (кхмер. លីវយី, кит. трад. 柳葉, пиньинь Liǔyè, буквально: «ивовый лист») или Неанг Нэк (кхмер. នាងនាគ, [niəŋniəʔ]) — полуисторическая-полулегендарная правительница Бапнома, супруга короля Каудиньи I. Известна как первый монарх в камбоджийской истории, а также первая женщина-правительница камбоджийского государства. Правила около I века н.э.

## Легенда
Король Каундинья I и его супруга, — королева Сома — упоминаются в кхмерской легенде как Преах Тонг и Неанг Нэк соответственно. Согласно записям китайских путешественников Кан Тая и Чжу Ина, государство Бапном основал индийский купцец-брахман из древней Калинги по имени Каудинья.
По преданию индийское торговое судно подверглось нападению пиратов во главе с принцессой по имени Сома, дочерью вождя местного племени нагов. Купцы во главе с Каундиньей смогли отбиться от нападавших, однако корабль оказался поврежден, и им пришлось высадиться на берег для его ремонта. Индийцы ожидали второго нападения, однако принцесса Сома была так впечатлена храбростью Каундиньи, что предложила ему вступить с ней в брак, на что тот согласился. Так появилась династия правителей Бапнома, представители которой управляли этим регионом на протяжении многих поколений, а право престолонаследия передавалось в том числе и по женской линии. Эта легенда также объясняет, почему змей (наги) оставался важным элементом кхмерской иконографии на протяжении последующей тысячи лет, когда этот мистический союз был важной частью дворцовых церемоний в Ангкорский период.

## Археология
Несмотря на то, что история Сомы окутана мифами и легендами, она признавалась в качестве первой правительницы Камбоджи. В частности стела Mỹ Sơn, датируемая VII веком уже свидетельствовала том, что принцесса Сома является первым признанным монархом как у кхмеров, так и у тямов.